# 魔鬼的腳探案
《魔鬼之足探案》是柯南·道爾所著的福爾摩斯探案的56個短篇故事之一，收錄於《最後致意》。

## 故事情节
一年春天，福尔摩斯和华生医生为了福尔摩斯的健康来到了康沃尔郡的波尔杜，但是这个休闲的假期以一个奇怪的事件结束。当地的绅士莫蒂默·特雷根尼斯先生和当地的教区牧师朗德海先生来找福尔摩斯报告说，他们发现特雷根尼斯的两个兄弟都疯了，他的妹妹也死了。特雷根尼斯于前一晚到他们的家拜访了他们，和他们打了会儿牌，然后就离开了。当他早上回来的时候，他发现他们仍然坐在餐桌旁，两个兄弟在疯疯癫癫地又唱又笑，而妹妹布伦达已经死了。特雷根尼斯说，他记得他们打牌时有一个兄弟透过窗户往外看，然后他自己转过身时也看见看外面有一些动静。他宣称这个可怕的事件是魔鬼干的。莫蒂默·特雷根尼斯曾因分割家族企业的销售收入而与他的兄弟姐妹疏远，但尽管他仍然与他们分居，他坚持认为他们早已经和好了。医生检查布伦达时，估计她已经死了六个小时了。
福尔摩斯来到这件恐怖事件发生的房子门口时，显然是不小心踢翻了一个水壶，弄湿了每个人的脚。管家告诉福尔摩斯，她在夜里什么也没听到，这家人最近过得十分快乐和幸福。福尔摩斯发现前一天晚上生过火。特雷根尼斯解释说，那是一个寒冷潮湿的夜晚。 后来，福尔摩斯这样向华生陈述案情: 
- 很明显，把悲剧归咎于魔鬼是没有意义的，因此，发生的事情只能是人类造成的；
- 一切悲剧都是在特雷根尼斯离开后发生的，因为他的兄妹没有移动位置，一切都在同一个地方；
- 莫蒂默·特雷根尼斯迅速回到他居住的教区(福尔摩斯故意打翻水壶后获得了一个脚印样本)；
- 唯一的解释来自莫蒂默·特雷根尼斯，也就是出现在窗外的那个东西是罪魁祸首；
- 在这种天气下，任何出现在窗口并做出足以吓死人的恐怖行为的人或物都必须直接来到窗口，这样就肯定会践踏仍然完好无损的花坛；
- 这个站在窗边的东西究竟做了什么事会引起这样的恐慌呢？

这些似乎都不足以构成一个案例，但是很快，新的问题出现了。
著名的猎人和探险家利昂·斯登戴尔博士，在教区牧师把这个悲惨的消息告诉他后，中止了他从普利茅斯的航行。他问福尔摩斯他的怀疑是什么，当福尔摩斯不愿说出时，他很不高兴。斯登戴尔离开后，福尔摩斯小心翼翼地尾随他回去了。 
第二天早上，当福尔摩斯回到自己房间时，显然并没有因为跟踪斯登戴尔而得知更多消息。这时，牧师惊恐地跑了进来，通知他们莫蒂默·特雷根尼斯已经和他的妹妹一样死去了。他们一起冲到莫蒂默的房间，发现尽管窗户已经打开了，房间却又热又闷。死者旁边的桌子上点着一盏灯。福尔摩斯跑来跑去，检查了许多东西。他似乎觉得楼上的窗户特别有趣，还楼下的从灯里刮出一些灰烬，放在一个信封里。
福尔摩斯推断出受害者是如何死亡或发疯的，以及受害人待过的房间第一次打开时在场的人会晕倒或感到不适的原因。他通过买一盏和特雷根尼斯房间里的那盏灯一模一样的灯来验证他的假设。他点燃了它，然后把一些收集的“灰烬”放在防烟罩上。这种粉末产生的有毒烟雾是如此强烈，以致于福尔摩斯立即被毒药击倒了。华生能够抵抗药品的作用并及时将福尔摩斯拖出房间。 福尔摩斯很清楚莫蒂默·特雷根尼斯毒死了他的兄弟姐妹，但是是谁杀了莫蒂默呢？ 
福尔摩斯推测是斯登戴尔博士，因他在牧师住宅留下了明显暗示他自己的物证。福尔摩斯与斯登代尔对质后，斯登戴尔解释说他爱了布伦达多年，但由于现行婚姻法阻止他与多年前抛弃他的妻子离婚，所以他一直无法与布伦达结婚。因此，当他听说莫蒂默杀了布伦达时，以牙还牙，用同样的方式杀了莫蒂默以报复这起残忍的谋杀。 这种毒药在拉丁语中叫做“魔鬼之足根”，是从非洲收集来的一种奇特的东西。植物根部的有毒物质被热量蒸发并扩散到当地大气中。他曾经向莫蒂默解释过它是什么以及它的作用，于是莫蒂默在他离开前偷了一些毒药扔在火上来谋杀他的兄弟姐妹。莫蒂默认为，在消息传到普利茅斯之前，斯登戴尔可能已经在海上了，但是斯登戴尔从牧师对这场悲剧的描述中了解到了毒药的影响，并马上推断出了这是莫蒂默干的勾当。 福尔摩斯在这件事上同情斯登戴尔，于是告诉他回到非洲并继续他的工作。